# 新たなる幕開けのための幕開けによる狂詩曲〜キミがいればオレたちも笑顔∞(無限大)〜
「新たなる幕開けのための幕開けによる狂詩曲〜キミがいればオレたちも笑顔∞(無限大)〜」（あらたなるまくあけのためのまくあけによるきょうしきょく きみがいればおれたちもえがおむげんだい）は、2017年11月15日に発売された風男塾の19thシングル。

## 概要
テレビアニメ『雨色ココアシリーズ「あめこん！」』第4期のオープニングテーマ。
振り付けはアルスマグナの朴ウィトが担当。
カップリング曲にはTHE HOOPERSとのコラボ曲『キラッとL☆VE』を収録。
メンバーは、瀬斗光黄、愛刃健水、仮屋世来音、藤守怜生、紅竜真咲、草歌部宙。
オリコンの週間ランキングでは初週13位だったが、2018年1月15日付けでは12位にランキングし2カ月振りに最高順位を更新した。

## 収録曲
テイチクレコード公式サイト内の紹介ページによる。

### 初回限定盤A
［CD］
1. 新たなる幕開けのための幕開けによる狂詩曲〜キミがいればオレたちも笑顔∞(無限大)〜
  - 作詞：織田あすか（Elements Garden） / 作曲：藤田淳平（Elements Garden）・末益涼太（Elements Garden） / 編曲：末益涼太（Elements Garden）
2. キラッとL☆VE
  - 作詞：小久保祐希 / 作曲：Kohei Yokono・小久保祐希 / 編曲：村田祐一

［DVD］
「新たなる幕開けのための幕開けによる狂詩曲〜キミがいればオレたちも笑顔∞(無限大)〜」Music Video

### 初回限定盤B
［CD］
1. 新たなる幕開けのための幕開けによる狂詩曲〜キミがいればオレたちも笑顔∞(無限大)〜
2. キラッとL☆VE

［DVD］
「新たなる幕開けのための幕開けによる狂詩曲〜キミがいればオレたちも笑顔∞(無限大)〜」MVメイキング映像

### 通常盤
［CD］
1. 新たなる幕開けのための幕開けによる狂詩曲〜キミがいればオレたちも笑顔∞(無限大)〜
2. キラッとL☆VE
3. しあわせとんぼ
  - 作詞：はなわ / 作曲：徐賢眞（ソ・ヒョンジン） / 編曲：成田忍
4. 新たなる幕開けのための幕開けによる狂詩曲〜キミがいればオレたちも笑顔∞(無限大)〜（Instrumental）
5. キラッとL☆VE（Instrumental）
6. しあわせとんぼ（Instrumental）